# کریستوفو سپایکر
کریستوفو سپایکر (انگلیسی: Christoph Spycher؛ زادهٔ ۳۰ مارس ۱۹۷۸) یک بازیکن فوتبال اهل سوئیس است.
وی همچنین در تیم ملی فوتبال سوئیس بازی کرده‌است.